# Werewolf: The Last Warrior
Werewolf: The Last Warrior, in Japan bekend onder de naam Super Werewolf Chronicle Warwolf (超人狼戦記WARWOLF（ウォーウルフ）, is een computerspel dat in 1990 uitkwam voor het platform Nintendo Entertainment System. De speler begint het spel als mens die langzaam in een weerwolf verandert. De weerwolf heeft andere eigenschappen dan de mens, zoals meer kracht, hoger springen, harder lopen en klimmen van muren. Het spel kent vijf levels. Elk level heeft een eindbaas die op een andere manier beweegt. Het spel bevat een 'angermeter'. Zodra de weerwolf vijf bellen eet is deze meter vol en verandert het karakter in een superweerwolf. De superweerwolf kan zeer hoog kan springen.

## Ontvangst
| Beoordeeld door                 | Jaar | Score |
| ------------------------------- | ---- | ----- |
| Electronic Gaming Monthly (EGM) | 1990 | 70%   |
| Just Games Retro                | 2008 | 70%   |
| The Review Busters              | 2009 | 28%   |
| The Video Game Critic           | 2007 | 0%    |